# Велецький Денис Андрійович
Денис Андрійович Велецький (нар. 15 січня 2000) — український волейболіст, центральний блокуючий, гравець українсько клубу Епіцентр-Подоляни-2.

## Життєпис
Народився 15 січня 2000 року.
Прийшов у волейбол у 8 років, є вихованцем харківської школи. Навчався на економічному факультеті Харківського національного університету імені Василя Каразіна.
Розпочав свою спортивну кар'єру у харківському «Локомотиві», грав у клубах «Новатор-2-Прикордонник», «Новатор» (Хмельницький), «Локомотив Збірна Харківської області-1». Після цього перейшов до складу угорського клубу «Фіно Капошвар» (Fino Kaposvár), а наприкінці травня 2021 поповнив лави клубу української Суперліги «Збірна Полтавської області ВК Решетилівка» (Решетилівка).
Сезоні 2022-2023 підписав контракт з дніпровським «СК «Прометей». В 2024 році «СК «Прометей» припинив існування.,гравець перейшов в Епіцентр-Подоляни-2.

## Досягнення

### Клубні
Україна 
- Чемпіон України (5): 2014-2015, 2015-2016, 2016-2017,2022–2023, 2020–2021, 2023–2024.
- Срібний призер України (2): 2016–2017, 2022–2023.
- Переможець Кубка України (4): 2016-2017, 2018-2019, 2020-2021, 2022-2023.
- Фіналіст Кубка України (4): 2016-2017, 2017-2018, 2022-2023, 2023-2024.
- Переможець Суперкубка України: 2017.
- Фіналіст Суперкубка України (3): 2016, 2018, 2023.

 Угорщина
- Срібний призер Угорщини: 2020-2021.
- Фіналіст Кубка Угорщини: 2020-2021.

### У збірній
- Чемпіон Євроліги: 2024.